# Löpsten

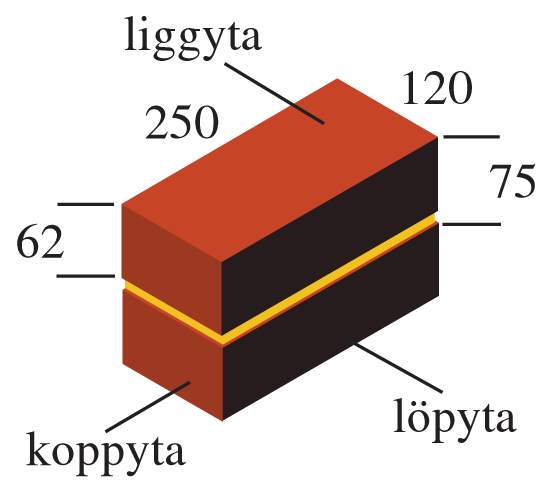
Tegelsten med standardmått i millimeter; liggfog i gult.

Löpsten, även löpare, är en sten (vanligen av tegel) som är lagd längs med murlivet i ett förband, d.v.s. med ena löpytan utåt.